# Бабенко, Григорий Александрович
Григо́рий Алекса́ндрович Бабе́нко (укр. Григо́рій Олекса́ндрович Бабе́нко; около 1888 — после 1932) — украинский советский писатель, медик.

## Биография
Окончив гимназию, в 1905—1911 годах обучался в Харьковском университете, работал практикантом в Харьков-Николаевской больнице.
Будучи студентом, в 1910 году заведовал эпидемиологическим отрядом в Бобровском уезде Воронежской губернии.
В 1912—1922 гг. — земский врач в Бердянском уезде, где в 1912—1914 гг. заведовал Вознесенским амбулаторным участком, в 1914—1916 гг. — Покровской больницей, в 1916—1922 гг. — заведующий Царедворовской больницей. В 1922 году вернулся в Харьков, работал во 2-й Харьковской рабочей поликлинике, позже сменил место работы.
Служил ординатором в Боковской рудничной шахтёрской больнице (Боковский Антрацит, Луганский округ). Год спустя заведовал вновь открытым Щетовским медучастком, а с 1926 г. стал старшим ординатором и заместителем главного врача в вновь отстроенной Боковской рудничной больнице.
В 1927 г. окончил четырёхмесячные курсы при Харьковском институте повышения квалификации врачей и с 1928 года заведовал медицинской частью в г. Пологи Запорожской области.

## Творчество
Литературная деятельность Г. А. Бабенко пришлась на 20-е годы XX века, после чего его имя больше не упоминается.
Дебютировал как прозаик в Харькове в 1927 году издав историческую повесть из жизни древних скифов «В тумане прошлого». В книге автор представляет жизнь и политическое устройство Северного Причерноморья за 2 500 лет до нынешнего времени. В 1931 году написал ещё одну историческую повесть «Дорогой бурной» (1931), рассказывающей о становлении юноши Дороша Наливайченко в один из переломных моментов украинской истории — эпохи походов атамана Ивана Сирка против крымских татар и турок и восстания против московского царя в 1668 году. Писатель отдал дань тогдашней вульгарно-социальной традиции в изображении казацкой старшины.
Кроме того, писателю принадлежат произведения, относящиеся к фантастическому жанру. Палеонтологическая фантастическая повесть «Люди с Красной скалы» посвящена глубокой древности. Автор пытается заглянуть в далёкое прошлое, увидеть там ответы на вопросы, волновавшие его современников. В центре повести - юный герой, честный и самоотверженный, сквозь призму восприятия которого оцениваются все события. Идея произведения: в жизни не должно быть места насилию, межнациональной вражде, убийству, порабощению человека человеком, народа народом.
Приключенческий роман «Цена молодости» (1932) о приключениях героя в Малайзии. В финале романа описывается пересадка половых желез от одного человека к другому, а затем ещё и пересадка желез от орангутанга, с целью продления молодости. И хотя донор продолжает жить полноценной половой жизнью, но детей он уже иметь не может.

## Произведения
- 1927 — В тумане прошлого (В тумані минулого, в рус. переводе «Меч Арея»)
- 1929 — Человек с красной скалы (Люди з червоної скелі)
- 1931 — Дорогой бурной (Шляхом бурхливим)
- 1932 — Цена молодости (Ціна молодості)